# Mandoul Occidental
Mandoul Occidental là một tỉnh của Chad ở vùng Mandoul, một vùng của Chad với thủ phủ là Bédjondo.

## Hành chính
Tỉnh gồm 4 phó tỉnh (sous-préfectures):
- Bédjondo
- Bébopen
- Békamba
- Peni